# Le Gascon
Le Gascon, né au XVIe siècle et mort vers 1653, est un relieur français.

## Biographie
Le Gascon, qui n'est connu que par ce surnom, a œuvré pour de nombreux collectionneurs, parmi lesquels les frères Pierre et Jacques Dupuy, Peiresc et Jacques-Auguste de Thou. 
Un important travail réalisé pour la Bibliothèque royale, notamment pour l'exécution des reliures destinées à la volumineuse correspondance diplomatique d'Henri-Auguste de Loménie, a conduit à émettre l'hypothèse que ce relieur soit peut-être identifiable à Gilles Dubois, titulaire de la charge de relieur du roi de 1648 à 1689. De son côté, le relieur Roger Devauchelle émet l'hypothèse qu'il puisse s'agir de Jean Gillede, beau-père de Florimond Badier, et reçu maître relieur en 1615,.